# Tineo
Tineo (em castelhano) ou Tinéu (em asturiano) é um concelho (município) da Espanha na província e Principado das Astúrias. Tem 540,83 km² de área e em 2019 tinha 9 389 habitantes (densidade: 17,4 hab./km²).

## Demografia
| Variação demográfica do município entre 1991 e 2004 | Variação demográfica do município entre 1991 e 2004 | Variação demográfica do município entre 1991 e 2004 | Variação demográfica do município entre 1991 e 2004 |
| --------------------------------------------------- | --------------------------------------------------- | --------------------------------------------------- | --------------------------------------------------- |
| 1991                                                | 1996                                                | 2001                                                | 2004                                                |
| 14927                                               | 13578                                               | 12598                                               | 12312                                               |